# Aslackby
Aslackby – wieś w Anglii, w Lincolnshire, w dystrykcie South Kesteven, w civil parish Aslackby and Laughton/Pointon and Sempringham. Leży 42,3 km od Lincoln i 151,2 km od Londynu.
W 1921 roku civil parish liczyła 354 mieszkańców. Aslackby jest wspomniana w Domesday Book (1086) jako Aslachebi.